# تصوع النيوترينوهات
في كونيات الانفجار العظيم، كان تَصَوُّع النيوترينوهات (بالإنجليزية: Neutrino decoupling)‏ هو الحقبة التي توقفت فيها النيوترينوهات عن التآثر مع أنواع أخرى من المادة، وبالتالي توقفت عن التأثير على ديناميكا الكون في العصور المبكرة. قبل التصوع، كانت النيوترينوهات في حالة توازن حراري مع البروتونات والنيوترونات والإلكترونات، والتي حُوفظ عليها من خلال التآثر الضعيف. وقد حدث التصوع تقريبًا في الوقت الذي كان فيه معدل تلك التآثرات الضعيفة أبطأ من معدل تمدد الكون. وبدلاً من ذلك، كان هذا هو الوقت الذي أصبح فيه المقياس الزمني للتآثرات الضعيفة أكبر من عمر الكون في ذلك الوقت. حدث تصوع النيوترينوهات بعد ثانية واحدة تقريبًا من الانفجار العظيم، عندما كانت درجة حرارة الكون تقريبًا 10 مليارات كلفن، أو 1 ميغا إلكترون فولت.
نظرًا لأن النيوترينوهات نادرًا ما تتآثر مع المادة، فلا تزال هذه النيوترينوهات موجودة حتى يومنا هذا، على غرار إشعاع الأمواج الصغرية للخلفية الكونية الأحدث بكثير والذي انبعث أثناء إعادة الاتحاد، بعد نحو 377000 سنة من الانفجار العظيم. وهي تشكل الإشعاع النيوترينوي للخلفية الكونية (يُختصر إلى CνB أو CNB). تتمتع النيوترينوهات الناتجة عن هذا الحدث بطاقة منخفضة جدًا، أصغر بنحو 10-10 مرة مما هو ممكن باستخدام الكشف المباشر الحالي. حتى النيوترينوهات العالية الطاقة يصعب كشفها، لذلك قد لا يُرصد CNB مباشَرَةً بالتفصيل لسنوات عديدة، هذا إن رُصد على الإطلاق. ومع ذلك، فإن كونيات الانفجار العظيم يقدم العديد من التنبؤات حول CNB، وتوجد أدلة غير مباشرة قوية جدًا على وجود CNB.

## معلومات الكتب كاملة
- Longair, Malcolm (2006). Galaxy Formation (بالإنجليزية). Berlin: Springer. ISBN:978-3-540-73477-2. Archived from the original on 2024-05-22.
- Rubakov, Valeriji; Gorbunov, Dimitrji (2018). Introduction to the Theory of the Early Universe : Hot Big Bang Theory (بالإنجليزية). New Jersey: World Scientific. ISBN:9789813209879. Archived from the original on 2024-05-22.

## روابط خارجية
- ملاحظات الطلاب من دورة علم الكون بجامعة كاليفورنيا في بيركلي (بالإنجليزية، انظر الصفحة 16)
- ملاحظات أستاذ من دورة الفيزياء الفلكية بجامعة أوريغون (بالإنجليزية)